# Entrains-sur-Nohain
Entrains-sur-Nohain é uma comuna francesa na região administrativa de Borgonha-Franco-Condado, no departamento Nièvre. Estende-se por uma área de 58,44 km². Em 2010 a comuna tinha 772 habitantes (densidade: 13,2 hab./km²).